# Open Source Metaverse Project
Open Source Metaverse Project (OSMP, с англ. — «Проект метавселенной с открытым исходным кодом», 2004—2008) —  многопользовательская онлайн-платформа виртуального мира с открытым кодом. Основана в 2004 году Хью Перкинсом и Хорхе Лимой. В 2008 году проект был закрыт. 
Использовала основы Всемирной паутины, заимствуя идеи из существующих виртуальных миров, таких как Second Life, Active Worlds и There. Проект был направлен на создание движка с открытым кодом для создания 3D-миров, который позволял бы соединить существующие миры в единую открытую метавселенную, основанную на стандартах.
В 2005 году группа компьютерной графики (SIGGRAPH) ассоциации вычислительной техники провела информационную кампанию среди представителей искусства и анимации, запрашивая предложения по дизайну открытого исходного кода и его использовании в компьютерной графике и интерактивных технологиях. В рамках этой инициативы с OSMP связался доктор Джон Фуджи, с целью организации  онлайн-платформы для участников SIGGRAPH 2005.
С 2008 года проект не действует. Большинство разработчиков переключились  на разработку программного обеспечения с открытым исходным кодом, совместимого с Second Life, такого как OpenSimulator .